# سیارک ۱۱۰۹۹
سیارک ۱۱۰۹۹ (به انگلیسی: 11099 Sonodamasaki، نامگذاری:1995HL) یازده هزار و نود و نهمین سیارک کشف شده‌است که در ۲۰ آوریل ۱۹۹۵ کشف شد.